# Saint-Hymetière
Saint-Hymetière is een plaats en voormalige gemeente in het Franse departement Jura (regio Bourgogne-Franche-Comté) en telt 74 inwoners (2009). De plaats maakt deel uit van het arrondissement Lons-le-Saunier. Saint-Hymetière is op 1 januari 2019 gefuseerd met de gemeenten Cézia, Chemilla en Lavans-sur-Valouse tot de gemeente Saint-Hymetière-sur-Valouse. 

## Geografie
De oppervlakte van Saint-Hymetière bedraagt 3,3 km², de bevolkingsdichtheid is dus 22,4 inwoners per km².
De onderstaande kaart toont de ligging van Saint-Hymetière met de belangrijkste infrastructuur en aangrenzende gemeenten.

## Demografie
Onderstaande figuur toont het verloop van het inwonertal (bron: INSEE-tellingen).